# Kaolin
För andra betydelser, se Kaolin (olika betydelser).

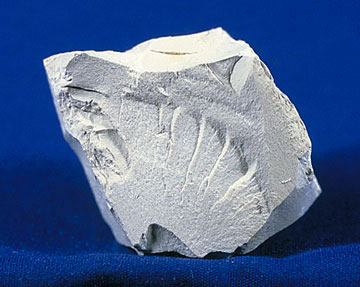
Kaolin

Kaolin är en vit, plastisk lera med flera användningsområden, bestående huvudsakligen av mineralet kaolinit (aluminiumsilikat), Al2Si2O5(OH)4. Ordet kaolin kommer från namnet på byn Gāolǐng, 高岭 (äldre stavning: Kao-ling) i provinsen Jiangxi i Kina (namnet betyder hög kulle). På denna plats hämtade man lera till den berömda porslinsfabriken i Jingdezhen. Leran kallas även för porslinslera, eftersom ett av dess främsta användningsområde är tillverkningen av porslin. Andra keramiska produkter, skapade för att likna porslinet, innehåller också kaolin; benporslin, fältspatporslin och flintgods. 
Omkring 40 procent av världsproduktionen används dock inom pappersindustrin för att förbättra papprets tryckbarhet och för att skapa en vit och jämn yta, så kallat bestruket papper.
Man nyttjar också kaolin för tillverkning av finare tegel, för eldfasta material, inom kosmetikaindustrin och vid tillverkning av gummi och förr även i mediciner, såsom piller och ströpulver.
Som pigment är kaolin listat i Colour Index som Pigment White 19 (77004, 77005).
Materialet används också vid tillverkningen av sanitetsporslin. Det var förr en viktig tillgång för det svenska Ifö-verket i Bromölla, där kaolinet blev lättillgängligt sedan man sjösänkt Ivösjön. Ivösjöns kaolin blev råmaterial till Iföverkens sanitetsgods, eldfasta tegel och isolatorporslin.
Kaolinförekomster finns utöver i Gaoling även i Böhmen, Tyskland, Cornwall, Bornholm, Frankrike och USA. I Sverige finns kaolin i Skåne, dels på Ivö och dels i ett område mellan Billinge och Gällabjer.